# Жінки (роман)
«Жінки» (англ. Women)  — роман-документальна проза Чарлза Буковскі виданий 1978 року. Третій роман письменника, який розповідає про численні чудернацькі пригоди та інтриги Генрі Чінаскі, головного героя усіх романів Буковсікі (окрім останнього роману «Макулатура»).
«Жінки» — автобіографічна книга в рамках циклу з п'яти художніх творів Чарлза Буковскі, також званих «одіссеєю Чінаскі» (San Francisco Chronicle). З бібліографічною точки зору «Жінки» є центральним романом циклу і слідують за Фактотумом (англ. Factotum, 1975, укр. переклад 2018) — книгою, що розповідає про численні роботи, на яких довелося працювати її автору, вона йде «перед» романом Хліб з шинкою (англ. Ham on Rye, 1982, укр. переклад 2018), яка присвячена ранньому дитинству письменника.

## Історія написання
Британський журналіст Говард Соунс, автор посмертної біографії письменника під назвою «Locked in the Arms of a Crazy Life», говорить, що в червні 1973 року, Ч. Буковскі вперше почав збирати матеріал для майбутнього роману. Підштовхнуло Буковскі до написання книги прочитання «Декамерона» Джованні Боккаччо; Буковскі казав, що одна з провідних думок твору — «секс настільки сміхотворний, що з ним ніхто не справиться» — особливо сильно вплинула на його роман «Жінки». Чорнове назва рукопису була позначена як «Любовна історія гієни» (англ. Love Tale of the Hyena).
Робота над романом йшла паралельно наповненню збірки поезії «Кохання — пекельна шавка» (англ. Love Is a Dog from Hell, 1977) — тому, помічає журналіст «Журнального залу» К. Медвєдєв, дві книги мають масу перегуків по суміжній для обох темі — відносинам між чоловіками та жінками, а також відносяться до одного і того ж періоду життя письменника, чим і частково дублюють сюжети один одного. У ході інтерв'ю з журналістом «Northwest Review», за три роки до випуску книги до друку, письменник наступним чином описував майбутній роман:
|   | Назву його «Жінки». Ось це сміху буде, якщо я його напишу. І має бути регіт. Але там потрібно бути дуже чесним. Деяким знайомим жінкам не потрібно про це знати. Але дещо хочеться сказати... Тільки заявляти про нього не буду! У мене тоді почнуться неприємності. |
| — | |

У розмові зі своїм другом, письменником і поетом А. Д. Вайнансом, Буковскі називав майбутній роман «чимось накшталт низької (вульгарної) комедії» і вибачався за те, як обійшовся з деякими своїми друзями та знайомими — коментуючи це так, ніби він дивиться на речі гірше за інших. Книга була повністю написана і готова до випуску в 1977 році, але вийшла до друку тільки через рік — що дуже засмутило Буковскі, вважавшого роман найкращим своїм творінням. Коли роман було завершено, випусковий редактор Джон Мартін був на вершині дебатів з критиками про те, чи можна назвати ряд робіт Буковскі «романами» в традиційному сенсі слова — на фоні того, що сам письменник залишався індиферентним до таких суперечок, Мартіну прийшлось власноруч переробляти текст рукопису. Факт коректурної правки не влаштовував письменника, і він просив відновлення оригіналу — таким чином, дві версії роману, випущені видавництвом Black Sparrow Books в 1978 році, трішки відрізнялись одне від одного.

## Сюжет
Оповідання роману «Жінки» будується навколо описів численних сексуальних партнерок, з якими у головного героя, Генрі Чінаскі, будуються відносини — здебільшого швидкоплинні інтрижки, рідше — тривалі романи. Книгу відкривають подяки, висловлені Буковскі редакторам, антології Вогні великого міста № 4" (англ. City Lights Anthology №4), а також журналам «Інтенсив першої особи» (англ. First Person Intence), «Hustler» і «Рогнерз Мегезин» (англ. Rogner's Magazin) — в яких спочатку друкувалися деякі глави роману. Безпосереднє представлення передає цитата Чінаскі: «Скільки хороших мужиків опинилося під мостом через бабу», і авторська примітка про художню природу «Жінок», а також про невідповідність персонажів книги реально існуючим або існувавшим особам.
Книга складається зі ста чотирьох глав, названих за порядковим номером, і не має поділу на частини. Починається роман з історичного екскурсу в життя Генрі Чінаскі; він описує останні п'ятнадцять років свого життя — чотири роки без сексу, часті заняття онанізмом, невдале одруження, єдину любов свого життя і шестилітню позашлюбну доньку.
Тут же, у главі № 1, з'являється перший персонаж жіночої статі — Лідія Венс. Точного часу герой згадати не може, але затверджує, що вони познайомилися близько шести років тому, коли він кинув роботу на пошті. Знайомство з Лідієй відбулося на перших поетичних читаннях в одній книгарні Лос-Анджелесу, а відносини зав'язалися декількома днями пізніше, коли письменник заїхав з візитом додому до Венс. Опис роману Генрі і Лідії — бурхливого, повного сексу, скандалів, численних розставань і зустрічей — займає мало не третину книги (від початку до тридцять другого розділу включно). В ході розвитку їх відносин, втім, статева активність головного героя не обмежується тільки однією Венс — у його ліжко потрапляють ще шість жінок.
У сюжетній хронології це Ліліан, одна з слухачок поетичних читань, Ейпріл — випадкова знайома з чергової квартирної пиятики, Ді Ді Бронсон, давня подруга Генрі, писавші герою любовні листи Ніколь і Мінді, а також Лора Стенлі, з якою герой зустрічається на вечірці після виступу зі своїм літературним матеріалом в Х'юстоні. Повернення з читань назад до Лос-Анджелесу для Чінаскі ознаменує остаточний розрив з Венс — численні скандали призводять до бажання Лідії поїхати в Фінікс до сестри; тривалі відносини з письменником завершуються.
У ході розповіді, крім оповідача тільки двоє людей (не рахуючи швидко мінливих сексуальних партнерок головного героя) постають сюжетно значущими: це Боббі, працівник порнографічної книгарні, і його дружина, Велері, — друзі і сусіди Чінаскі.
Головний герой не залишається на тривалий час один — як тільки завершуються відносини з Лідією, в сюжетну лінію потрапляє нова пасія Чінаскі — «Висока статна напівміліонерша» Джоанна Дувр; нетривалий роман швидко закінчується, і Генрі знову опиняється наодинці зі своєю самотністю і пияцтвом. В оповідання потрапляє Теммі, двадцятитрирічна наркоманка, а за нею ще декілька дівчат: Мерседес з одного з поетичних читань, Лайза Уестон — викладачка танців, Гертруда і Хільда (дві дівчини, заскочили в гості неждано-негадано), а також Дебра і Кессі — з якими герой знайомиться в барі.
Наступним персонажем роману стає дівчина, яка отримала в книзі ім'я «Сара», — з нею головний герой вперше знайомиться в одному закладі, проте віддає перевагу компанії її подруг, Дебри і Кессі. Розвиток відносин з Сарою, власницею закусочної під егідою здорової їжі, ускладнюють її релігійні погляди — захоплення вченням індійського містика Мехера Баби, у рамках якого секс можливий тільки після шлюбу. Незадоволення штовхає Чінаскі на пошуки інших об'єктів жадання, і він, продовжуючи підтримувати відносини з Сарою, зраджує їй з «наполовину індіанкою» Айріс Дуарте з читань у Ванкувері та Валенсієй, шанувальницею творчості. Це все відбувалося на тлі ускладнень відносин з Сарою, однак, в новорічну ніч у них відбувається статевий акт.
Наступною героїнею книги стає дівчина на ім'я Таня, «двадцятидвохрічна гарненька сучка», як пише вона сама в листі Генрі, з якого і починається їх знайомство. Розмірковуючи про характер своїх відносин з Сарою («Але ж ми не одружені. У чоловіка є право. Я — письменник. Я — брудний стариган»), він, зацікавлений Таніним "сексуальним голосом в стилі «Бетті Буп», погоджується в телефонній розмові зустріти дівчину в аеропорті — з чого і починається їх роман, останнє тривале захоплення Чінаскі на сторінках «Жінок». Після Тані фінальною сексуальною партнеркою Чінаскі стає молода мексиканська повія.
Роман завершується дзвінком Генрі до Сари — та, примирившись з зрадами коханого, погоджується приїхати ввечері. Чінаскі вимовляє фразу, що підсумовує його рясні любовні пригоди: «Мужикові потрібно багато баб, тільки якщо вони всі нікуди не годяться. <…> Сара заслуговує набагато більшого, ніж я їй даю. Тепер усе залежить від мене».

## Персонажі
- Генрі Чинаскі. Головна дійова особа і оповідач, антигерой[6] усіх романів Ч. Буковскі (за винятком останнього, роману «Макулатура»). Є літературним alter ego письменника.
- Боббі. Справжнє ім'я — Джордж Ді Капріо, батько актора Леонардо Ді Капріо[2].
- Велері. Справжнє ім'я — Ірмелін Ді Капріо (англ. Irmelin DiCaprio), мати Леонардо Ді Капріо[2].
- Лідія Венс. Прототипом Лідії і історії її відносин з Чінаскі виступає американська поетеса і скульптор Лінда Кінг. Згадку Кінг під прізвищем «Венс» в тексті роману підтверджує сам письменник. Примітний, за словами самого Буковскі, факт його біографії — невміння робити кунілінгус — виявляється саме в період роману Генрі і Лідії на сторінках «Жінок». Лідія, здивована недосвідченістю Генрі, «вчить старого пса новим трюкам», що займає значну частину п'ятого розділу книги. Письменник наступним чином розповідав цю історію журналісту Rolling Stone:

|   | <...>це правда, коли ми з нею [з Ліндою Кінг] познайомились, ще на самому початку, вона сказала, нібито по моїм розповідям, що я цього [кунілінгуса] ніколи не робив. Не запитуй, як вона дізналась. Загалом, вона сказала, що це недолік моєї освіти. І ми взялися його виправляти — і виправили. |
| — | |

Книга заподіяла сильний біль Кінг, як стверджує вона сама, однак також змусила посміятися і згадати всі радощі часу, коли з Буковскі вони були разом. «Він був дуже злий на мене, коли писав, тому написав найгірше», — цитував жінку журналіст San Francisco Chronicle. У 2009 році Лінда Кінг продала 60 любовних листів Буковскі на аукціоні в Сан-Франциско за $69 000; про свій роман з Буковскі Кінг також написала книгу «Loving and Hating Bukowski».
- Ді Ді Бронсон. Справжнє ім'я — Ліза Вільямс (англ. Lisa Williams)[2]. З Вільямс Буковскі познайомився в 1960-х, і вони мали нетривалі стосунки[6].
- Теммі. Справжнє ім'я — Памела Мілер Вуд (англ. Pamela Miller Wood), офіціантка в одному з голлівудських барів, шанувальниця творчості Буковскі, його подруга і коханка. У 2010 році Вуд випустила книгу спогадів про Ч. Буковскі під назвою «Charles Bukowski's Scarlet»[2][10].
- Мерседес. Справжнє ім'я — Джоана Булл (англ. Joanna Bull), коханка Буковскі, поетеса-любитель, шанувальниця творчості письменника, колишня дівчина музиканта Левона Хелма[2].
- Сара. Справжнє ім'я — Лінда Лі Буковскі, уроджена Лінда Лі Беглі (англ. Linga Lee Beighle), остання дружина і вдова письменника. Згадана в романі закусочна — «Таверна „Росинка“» (англ. Devy Drop Inn), розташовувалася до 1978 року в лос-анджелеському районі Саут-Бей, у Редондо-Біч[11]. З Ліндой Лі Буковскі одружиться 18 серпня 1985 года, через дев'ять років після часу, коли закінчується розповідь книги[12].
- Таня. Справжнє ім'я — Амбер О'Ніл (англ. Amber O'Neil), подруга письменника, з якою вони провели один вікенд у лютому 1977 року. О'Ніл, як стверджує Г. Соунс, була сильно ображена і зачеплена тим, як Буковскі зобразив її на сторінках роману — зробивши наголос здебільшого на оральному сексі, яким, судячи зі слів Буковскі, вони єдино і займалися весь час, поки були разом[2]. Через рік після смерті Буковскі О'Ніл вирішила видати свою версію розвитку їх відносин і написала коротку книгу під назвою «Відсмоктуючи у мого героя» (англ. Blowing My Hero) — проте вона так і не вийшла в друк через порушення авторського права, пов'язаних з включенням декількох листів Буковскі до Амбер у текст твору[13].